# خرمال سولاوسي
الخرمال السولاوسي أو الديوسبير السولاوسي أو أبنوس مكاسار (الاسم العلمي: Diospyros celebica) (بالإنجليزية: Makassar ebony)‏ هو نوع من النباتات يتبع جنس الخرمال من الفصيلة الأبنوسية.